# Thunder at Cassino
Thunder at Cassino är ett historiskt konfliktspel om slaget om Monte Cassino 1944 (närmare bestämt det tredje slaget 15–23 mars) av Courtney F. Allen och utgivet av Avalon Hill 1987. I spelet representerar en spelare de anfallande allierade styrkorna och den andre de tyska försvararna. Spelmekaniken är samma typ som användes första gången i ett annat spel, Storm over Arnhem, och bygger på att spelarna turas om att aktivera ett enskilt område (area) på spelplanen och därmed bara använda ett fåtal av sina pjäser åt gången ("Area-impulse"). Spelplanen utgörs av klostret och staden Monte Cassino med omnejd, uppdelat i olika områden för att skildra höjdskillnader, terräng och bebyggelse. Den aktuella terrängen är återgiven i olika skalor (en för klostret med omnejd, en för staden och ytterligare en för den omgivande landsbygden). Spelets mål är att erövra respektive hålla de områden på spelplanen som ger poäng ("victory points").